# Исаев, Николай Иванович
Николай Иванович Исаев (1890—1958) — участник Первой мировой и Гражданской войн, Краснознамёнец (1921).

## Биография
Николай Исаев родился в 1890 году на территории Саратовской губернии в крестьянской семье. Служил в царской армии, участвовал в боях Первой мировой войны. В 1918 году Исаев пошёл на службу в Рабоче-крестьянскую Красную Армию. Участвовал в боях Гражданской войны, будучи сначала инструктором 3-го Советского, затем 178-го стрелковых полков. Позднее также командовал взводом, был помощником командира роты, состоял для поручений при 1-м батальоне, командовал батальоном, а затем и 178-м стрелковым полком.
Неоднократно отличался в боях с войсками адмирала Колчака и генералов Деникина и Дутова, а также с формированиями армянских националистов («Дашнакцутюн»). Приказом Революционного Военного Совета Республики № 104 от 22 февраля 1921 года бывший командир батальона Николай Исаев был награждён орденом Красного Знамени РСФСР.
Приказом Революционного Военного Совета СССР № 356 от 5 июня 1926 года Николай Исаев был награждён орденом Красного Знамени Армянской ССР.
В 1921 году Исаев был демобилизован. Находился на хозяйственной работе. В 1937 году вышел на пенсию. Умер в 1958 году.